# Łęki Szlacheckie
Łęki Szlacheckie – wieś w Polsce położona w województwie łódzkim, w powiecie piotrkowskim, w gminie Łęki Szlacheckie. Sąsiednimi wioskami są Dobrenice, Huta, Ręczno i Ogrodzona. Wieś ta liczy około 450 mieszkańców.
W latach 1954–1972 wieś należała i była siedzibą władz gromady Łęki Szlacheckie. W latach 1975–1998 miejscowość administracyjnie należała do województwa piotrkowskiego.
Miejscowość jest siedzibą gminy Łęki Szlacheckie.
Najstarsza wzmianka o miejscowości Łęki Szlacheckie pochodzi z 1312 r. i dotyczy dostawy 33 koni bojowych dla króla Władysława Łokietka. Łęki Szlacheckie i okoliczne wioski były bowiem już w średniowieczu znane jako rejon hodowli koni, głównie dla wojska.

## Zabytki
Według rejestru zabytków Narodowego Instytutu Dziedzictwa na listę zabytków wpisany jest obiekt:
- park dworski, nr rej.: 309 z 31.08.1983 i z 16.11.1994

Ponadto w Gminnej Ewidencji Zabytków zostały ujęte:
- dwór z XIX w.
- zespół dworski
- kuźnia
- dom (Łęki Szlacheckie 19).

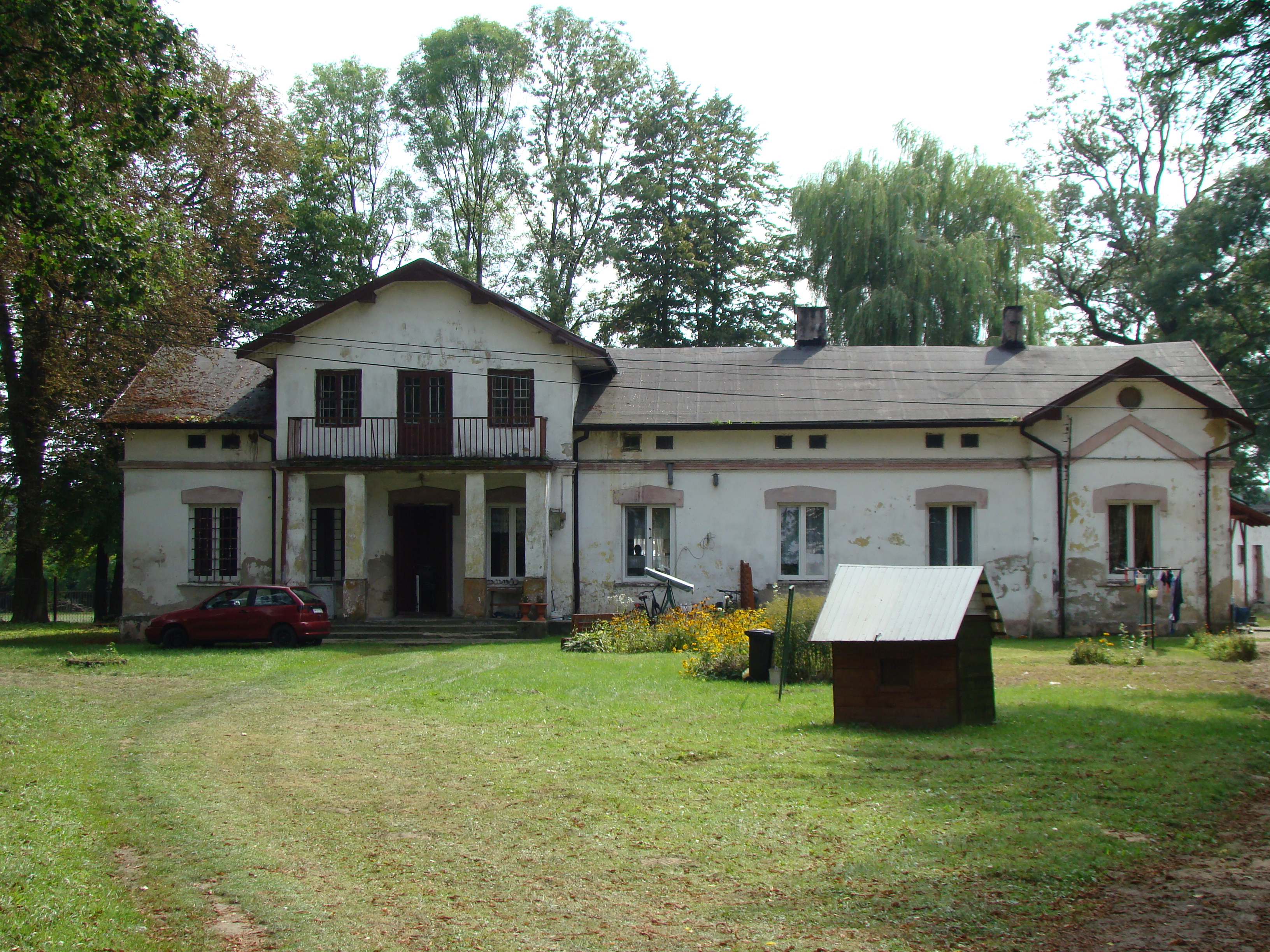
Park dworski
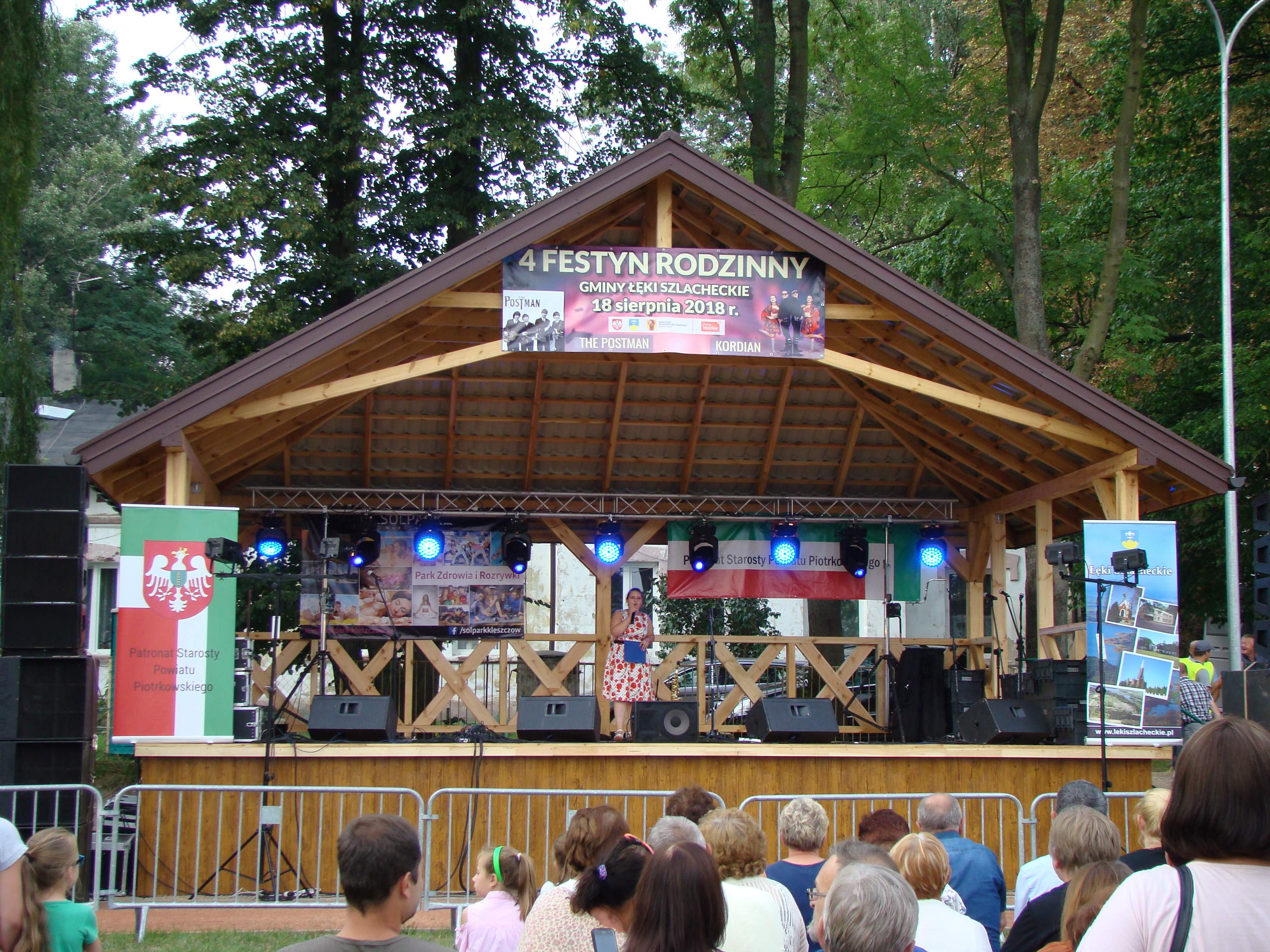
Scena na boisku sportowym
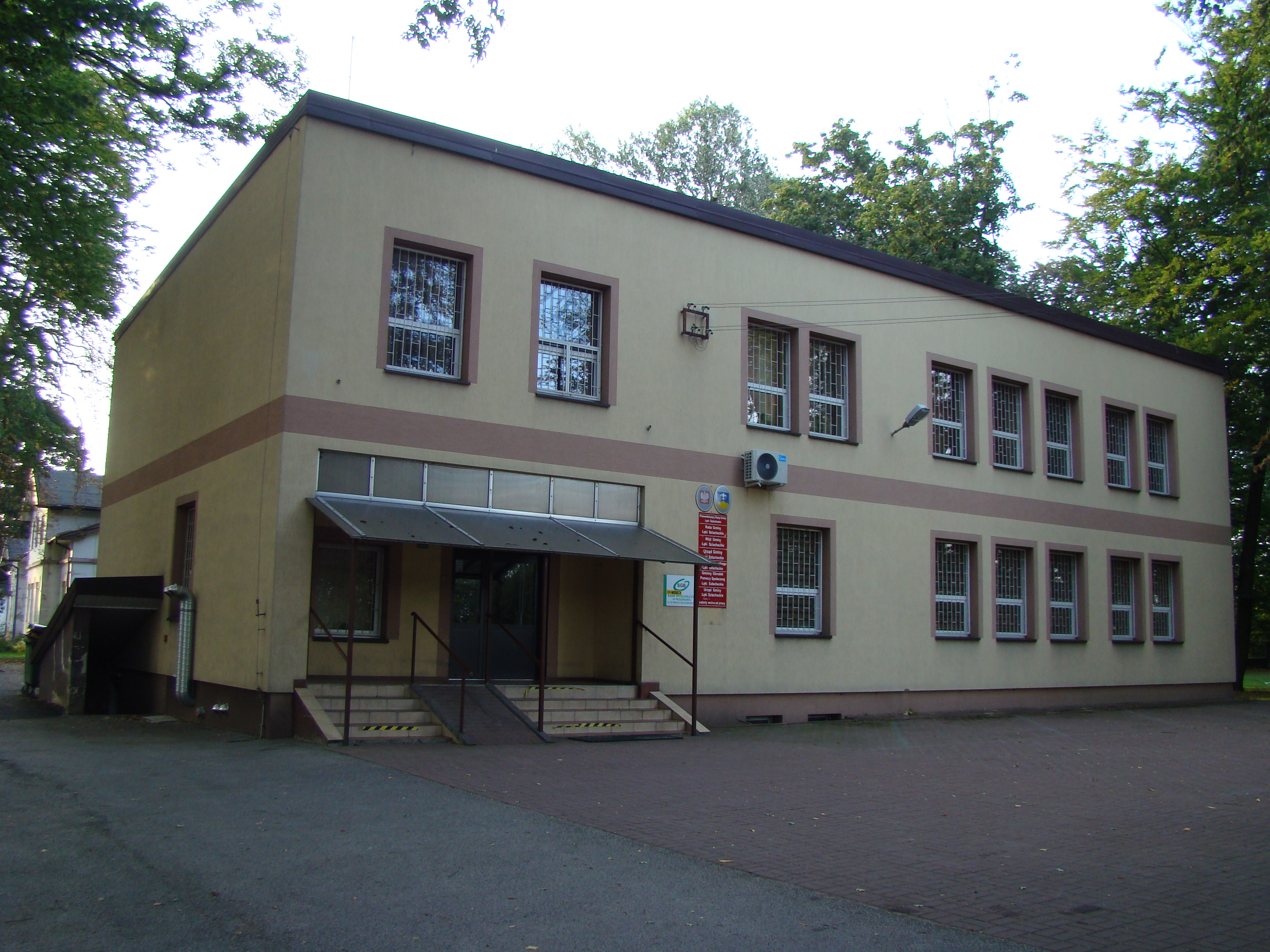
Urząd gminy